# ناظم صياد
```

```

ناظم صياد هو لاعب كرة قدم لبناني لعب في مركز حراسة المرمى مع نادي الرياضة والأدب ومنتخب لبنان لكرة القدم.
شارك صيادي في المباراة الأولى للمنتخب اللبناني ضد فلسطين الانتدابية، وإنتهت بفوز الفلسطينيين 5–1.